# Зозуля Роман Володимирович
Роман Володимирович Зозуля (22 червня 1979, Запоріжжя) — український гімнаст, призер Олімпійських ігор.
Роман Зозуля тренувався в спортивному товаристві «Динамо» в Запоріжжі.
Срібну олімпійську медаль він виборов на сіднейській Олімпіаді в командному заліку в складі збірної України.